# Qazaqstan
Qazaqstan (kasachisch Қазақстан) ist der staatliche und nationale Fernsehsender in Kasachstan. Er sendet seit 1958 fast im ganzen Land in kasachischer Sprache.

## Geschichte
Der Sender nahm am 8. März 1958 den Sendebetrieb auf.

## Programm
Der Sender hat ein breites Spektrum an selbst produzierten Formaten. Sie beinhalten politische, soziale und kulturelle Themen, aber auch Musik, Unterhaltung sowie Bildung und Sport.
Die überwiegende Programmsprache ist Kasachisch, darüber hinaus sendet die Anstalt auf Russisch, Koreanisch, Deutsch und Uigurisch.
Der Fernsehsender ist in Kasachstan sowie den Grenzgebieten zu der Volksrepublik China, zu Russland, Kirgisistan, Usbekistan und in der Mongolei empfangbar.